# フィリップ・バーン＝ジョーンズ

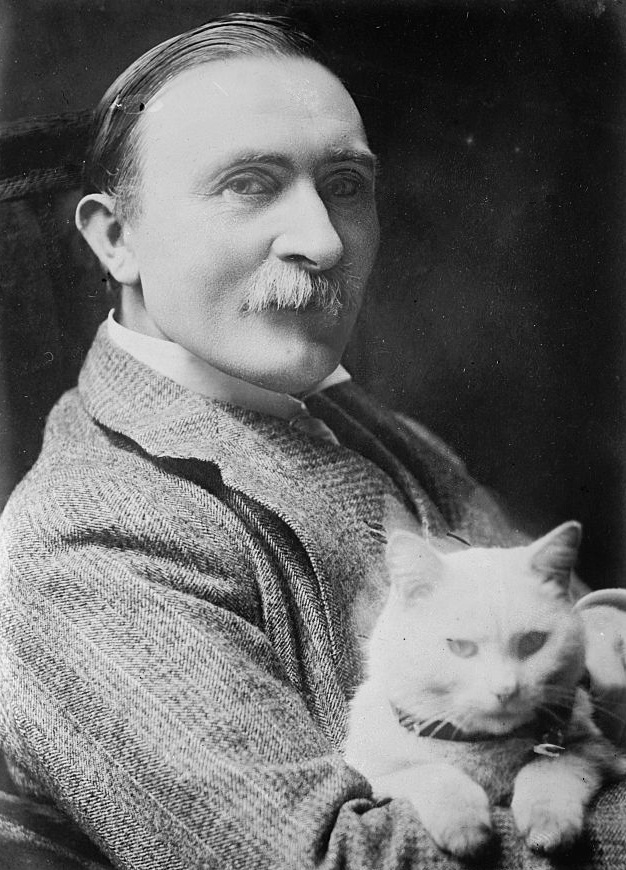
フィリップ・バーン＝ジョーンズ

第2代準男爵サー・フィリップ・バーン＝ジョーンズ（Sir Philip Burne-Jones, 2nd Baronet, 1861年10月1日 - 1926年6月21日）は、イギリスの画家。ラファエル前派の画家エドワード・バーン＝ジョーンズとジョージアナ・マクドナルドとの間の長男。オックスフォード大学教授で詩人のジョン・ウィリアム・マッケイルは、妹マーガレット・バーン＝ジョーンズの夫である。
肖像画、風景画、ポエティック・ファンタジーなど、生涯に60点以上の絵を描いた。

## 生涯
フィリップ・バーン＝ジョーンズはロンドンで生まれた。ウィルトシャーのパプリック・スクール、マールボロ・カレッジで学んだ後、オックスフォード大学に入学、しかし2年間通ったところで中途退学した。気落ちする両親をなだめて、ロンドンで絵画の授業を受けることを認めて貰った。
フィリップは真剣に絵画に取り組んだ。彼の技術レベルは高く、ロンドンやパリの名のある画廊で次々と個展を開いた。ロイヤル・アカデミーでは、1898年から1918年の間に11回も彼の作品を展示した。1900年には、パリ・サロンが作品を展示するが、そこでは父エドワードが描いたフィリップの肖像画も（現在はロンドンのナショナル・ポートレート・ギャラリーにある）合わせて展示された。フィリップ自身も当時の著名人たちの肖像画を多数描いている。
有名な父親を持ったことで苦労もした。運命ではあるが、フィリップの作品はよく父の作品と較べられた。
1894年に父エドワードが授かった準男爵位は、1898年の父の死により、息子フィリップに引き継がれた。フィリップが熱心にそれを望んだのでエドワードが認めたのだと言われている。
1902年、フィリップはアメリカを訪問した。アメリカの社交界でフィリップは人気者だった。生涯のほとんどをロンドンで過ごし、1926年にそこで亡くなった。

## 作品
- 『吸血鬼』（The Vampire, 1897年）
- 「イレーヌ・スペンサーの肖像」(1912)
- 「夏の海辺で」(1896)
- ヘンリー・ジェイムズの肖像画